# Kiseli ruj
Kiseli ruj (runjavi ruj, rujevina kisela, lat.Rhus typhina) je omanje stablo iz porodice (rujevke) Anacardiaceae. Raste u Sjevernoj Americi. Kod nas se koristi u hortikulturi.

## Opis
Listopadni grm ili maleno stablo, jednodomna ili dvodomna, heliofilna i entomofilna vrsta visine najčešće 5 do 6 metara, ali može narasti i do 12 metara. Listovi naizmjenični, neparno perasti, dužine do 50 cm. Cvjetovi zelenkasto žuti, formiraju guste, dlakave, uspravne metlice. Plod suha okrugla koštunica, zbijene su u guste uspravne klipove, crvekaste boje.
Od njezinih tamnocrvenih plodova koji se sakupljaju krajem ljeta i ujesen Indijanci su radili napitak. I listovi i plodovi bogati su taninima.

## Vanjske poveznice
- USDA Plants Profile for Rhus typhina (staghorn sumac)